# La Coquille
La Coquille, okzitanisch La Coquilha, ist eine französische Gemeinde mit 1.259 Einwohnern (Stand 1. Januar 2022) im Nordosten des Départements Dordogne, Region Nouvelle-Aquitaine. Sie gehört zum Arrondissement Nontron und zum Kanton Thiviers. Zuständiger Gemeindeverband ist die Communauté de communes Périgord-Limousin. Die Gemeinde ist integraler Bestandteil des Regionalen Naturparks Périgord-Limousin.

## Etymologie
Der Ortsname La Coquille, die Muschel, ist eine Anspielung auf die Jakobsmuschel – sie wurde den Pilgern des Jakobswegs hier überreicht.

## Geographie

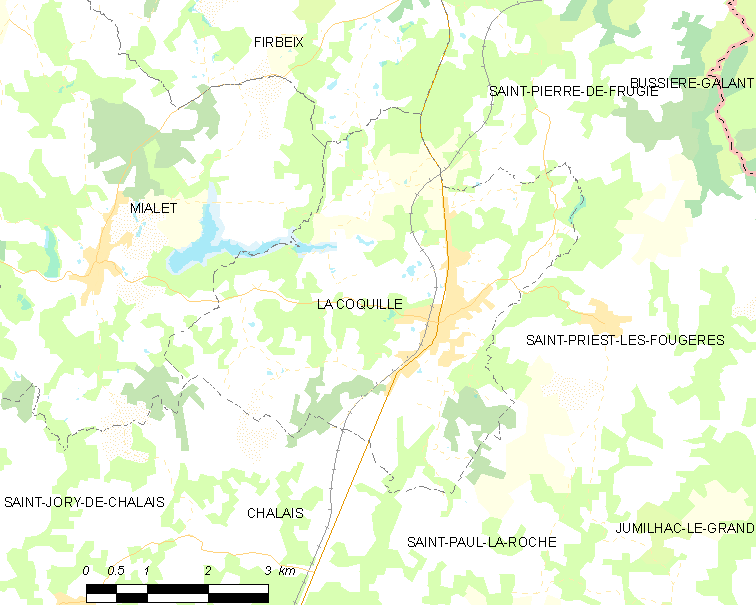
Lagekarte von La Coquille

La Coquille liegt zwölf Kilometer südlich von Châlus und 14 Kilometer nordnordöstlich von Thiviers (Luftlinie). Die Gemeinde wird von folgenden Nachbargemeinden umgeben: 
| Mialet  | Firbeix                                     | Saint-Pierre-de-Frugie    |
| Mialet  | Kompassrose, die auf Nachbargemeinden zeigt | Saint-Priest-les-Fougères |
| Chalais | Saint-Jory-de-Chalais                       | Saint-Paul-la-Roche       |

Neben dem Ortskern besteht die Gemeinde aus folgenden Geländepunkten, Weilern, Gehöften, Mühlen und einem Schloss:
Bois de Chaurieux, Bois de Clairaux, Bois de la Croix, Bonhur, Champ Baillard, Chantecor, Château de la Meynardie, Chaurieux, Chevalerie, Curmont, Étang de la Barde, Fardoux, La Barde, La Combe, La Monnerie, La Rebeyrolie, La Roche, La Roussie, La Serve de la Bergère, La Tuillère, Le Clos-Neuf, Le Coderc, Le Meyniaud, Le Moulin du Boucheron, Le Moulin Neuf, Le Pont, Les Charbonnières, Les Neyroux, Les Peyrières, Les Rivailles, Magondeau, Moulin de Margaud, Piangaud, Puy Roux, Puyroux, Raty, Ruafon, Sainte-Marie-de-Frugie und Sous Chevalerie.
Der topographisch tiefste Punkt im Gemeindegebiet von La Coquille mit 259 Metern liegt südlich von Piangaud an der Valouse, die hier die Gemeinde verlässt. Der höchste Punkt mit 432 Metern befindet sich nördlich von Le Meyniaud im äußersten Norden. Die maximale Höhendifferenz beträgt 173 Meter.

### Verkehrsanbindung
Durch La Coquille führt die von Norden kommende Hauptverkehrsader N 21 von Châlus nach Thiviers. Parallel hierzu verläuft die Bahnstrecke von Limoges nach Thiviers (und weiter nach Périgueux), mit Halt in La Coquille (Bahnstrecke Limoges-Bénédictins–Périgueux). Von Osten quert den Ort die D 79, die von Jumilhac-le-Grand kommend in westliche Richtung nach Mialet weiterzieht. Etwas nordöstlich des Ortskerns trifft die D 67 auf die 79; sie geht von Bussière-Galant (Département Haute-Vienne) im Nordnordosten aus und quert auf ihrem Weg Saint-Pierre-de-Frugie. Hinter La Coquille setzt sie sich dann nach Saint-Paul-la-Roche im Südsüdosten fort. Über Kommunalstraßen werden ferner auch Chalais und Saint-Jory-de-Chalais erreicht.

### Bodenbedeckung

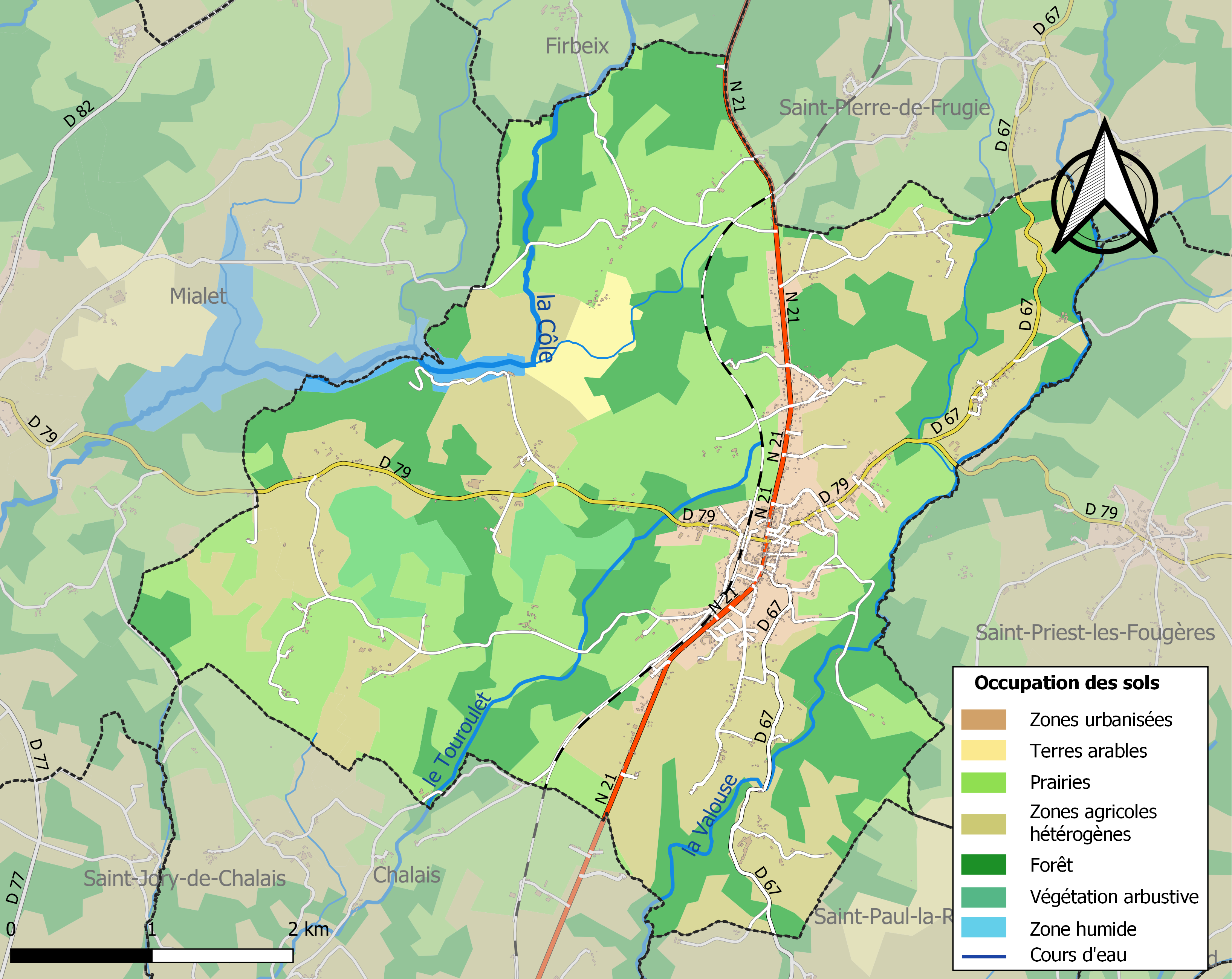
Bodenbedeckung in La Coquille

Die Bodenbedeckung der Gemeinde La Coquille schlüsselt sich im Jahr 2018 gemäß der europäischen Datenbank CORINE Land Cover (CLC) wie folgt auf:
- Wälder – 30,0 %
- heterogene landwirtschaftliche Nutzung – 28,0 %
- Wiesen – 30,2 %
- Städtebaulich beansprucht – 6,1 %
- Buschwerk – 3,4 %
- Ackerland – 1,6 %
- Wasserflächen – 0,8 %

Die landwirtschaftliche Nutzung steht im Vordergrund. Der Anteil der landwirtschaftlichen Nutzflächen hat sich seit 1990 von 59,3 % auf 59,8 % leicht erhöht.

## Klima
La Coquille besitzt ein abgeschwächtes ozeanisches Klima, das sich durch folgende Parameter auszeichnet:
| Klimaparameter im Zeitraum 1971–2000 - Jahresmittel: 11,3 °C - Anzahl der Tage unter −5 °C: 3,1 - Anzahl der Tage oberhalb 30 °C: 4,9 - Maximum im Tages-Temperaturunterschied: 15,0 °C - Jahresniederschlag: 1090 mm - Niederschlagstage im Januar: 14,2 - Niederschlagstage im Juli: 7,9 |

## Hydrographie

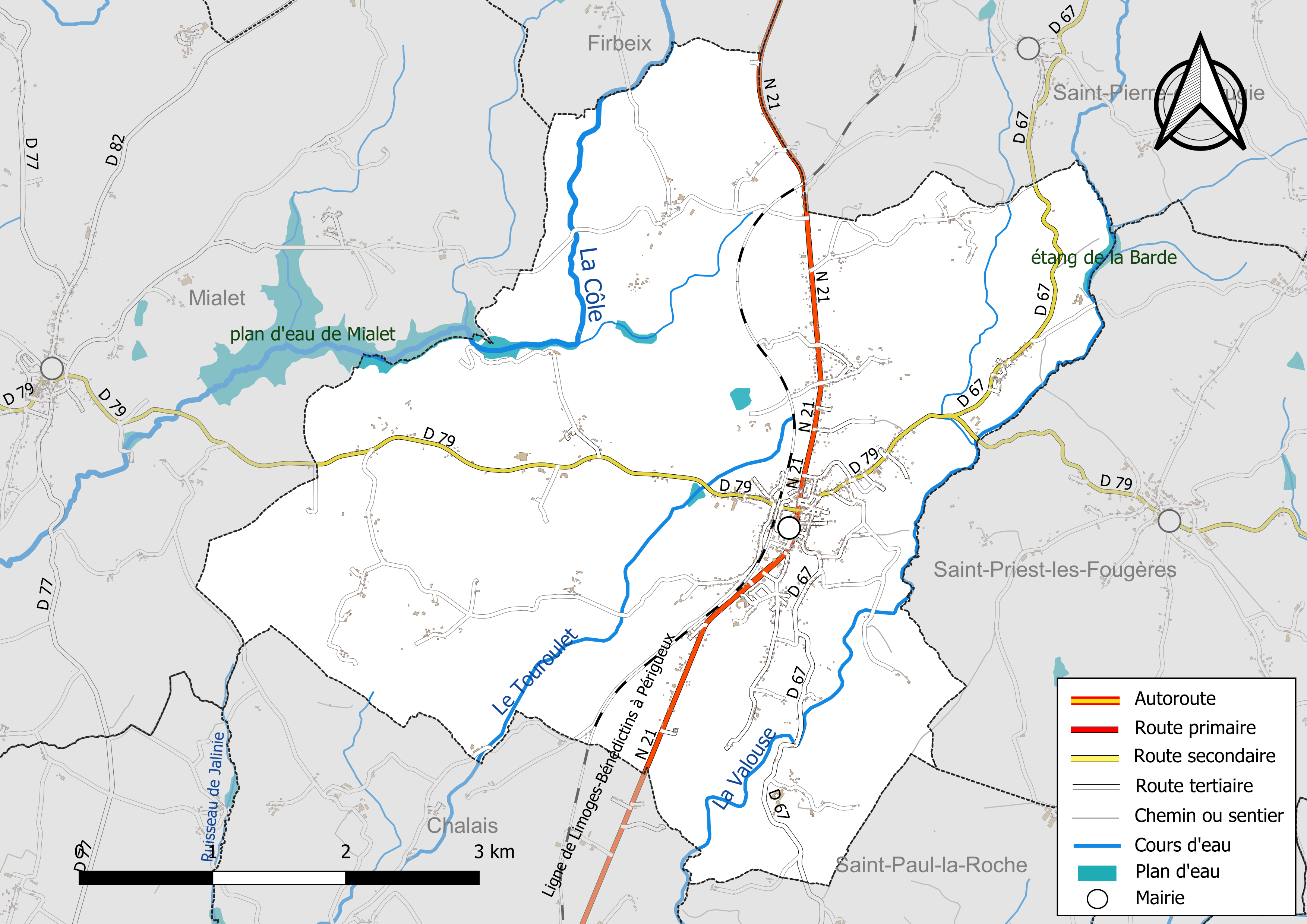
Hydrographische Karte von La Coquille

Die von Norden kommende Côle fließt am Nordwestrand der Gemeinde in generell südwestliche Richtung; sie legt dabei anfangs die Grenze zu Firbeix und später dann zu Mialet fest. Die Ostgrenze des Gemeindegebiets zu Saint-Pierre-de-Frugie und Saint-Priest-les-Fougères wird von der Valouse gebildet, die nach Südsüdwest entwässert. Südwestlich vom Ortskern entspringt der Ruisseau de la Pouyade, wie der Oberlauf des Touroulet hier genannt wird. Auch dieser Bach zieht nach Südwesten.
Côle, Touroulet und Valsouse gehören zum Flusssystem Isle-Dronne.
Die Gesamtlänge des Entwässerungsnetzes in der Gemeinde La Coquille beträgt 27 Kilometer.

## Geologie

Geologische Karte von La Coquille

Die Gemeinde La Coquille liegt vollständig auf dem metamorphen Grundgebirge des nordwestlichen Massif Central. 
Die anstehenden Gesteine bilden Teil der Unteren Gneisdecke. Vorwiegend handelt es sich hier um Paragneise, glimmerschiefrige Paragneise, Leptynite und leptynitische Augengneise. Die Paragneise (ζ1-2 bzw. ζ1-(2)) sind wahrscheinlich aus neoproterozoischen Grauwacken hervorgegangen, die mehr glimmerschiefrigen Paragneise der Dronne-Gruppe (ζ1 bzw. ξ1) aus tonreichen Grauwacken.  Die Leptynite (rλ3 und mλ3–4b-m bzw. λ3-5) haben granitische bzw. rhyolithische Zusammensetzung und ordovizisches Alter. Die leptynitischen Augengneise (ζ3mi bzw. oλ3m)  werden als ehemalige kambrische Leukogranite angesehen.
All diese Gesteine wurden im Devon von einer teils hochgradigen, regionalen Metamorphose erfasst – im Gebiet von La Coquille hat sie die Disthen- und die Sillimanitzone (Sillimanit-Muskovit-Subzone) erreicht. Die Metamorphite streichen im Gegensatz zur sonst üblichen Südostrichtung in der Gemeinde La Coquille Nordost. 
Dieses Umbiegen der Foliation ist auf die La Coquille-Störung zurückzuführen – ein System mehrerer parallel verlaufender, Nordost-streichender Störungen. Die gestaffelt angeordneten, steilstehenden Störungen reichen teils sehr tief, zu erkennen beispielsweise an eingeschleppten Serpentinitkörpern (σπ1) wie bei Chevalerie. Assoziiert sind ebenfalls massive Quarz- (Q) und Pegmatitkörper (P).
Die Grundgebirgsgesteine werden auf Höhenlagen weitgehend von Hüllsedimenten bedeckt – tertiäres Kolluvium (umgelagerte Sande aus Gneisen und Graniten, teils äolische Schluffe, oft auch vermischt mit Alluvium – Formationen AC und ACF) und stellenweise darüber pliozänes/pleistozänes Alluvium (Flussschotter mit bis zu 30 Zentimeter großen Quarzgeröllen, Zunge bei Les Rivailles – Formation Fs).

## Ökologie

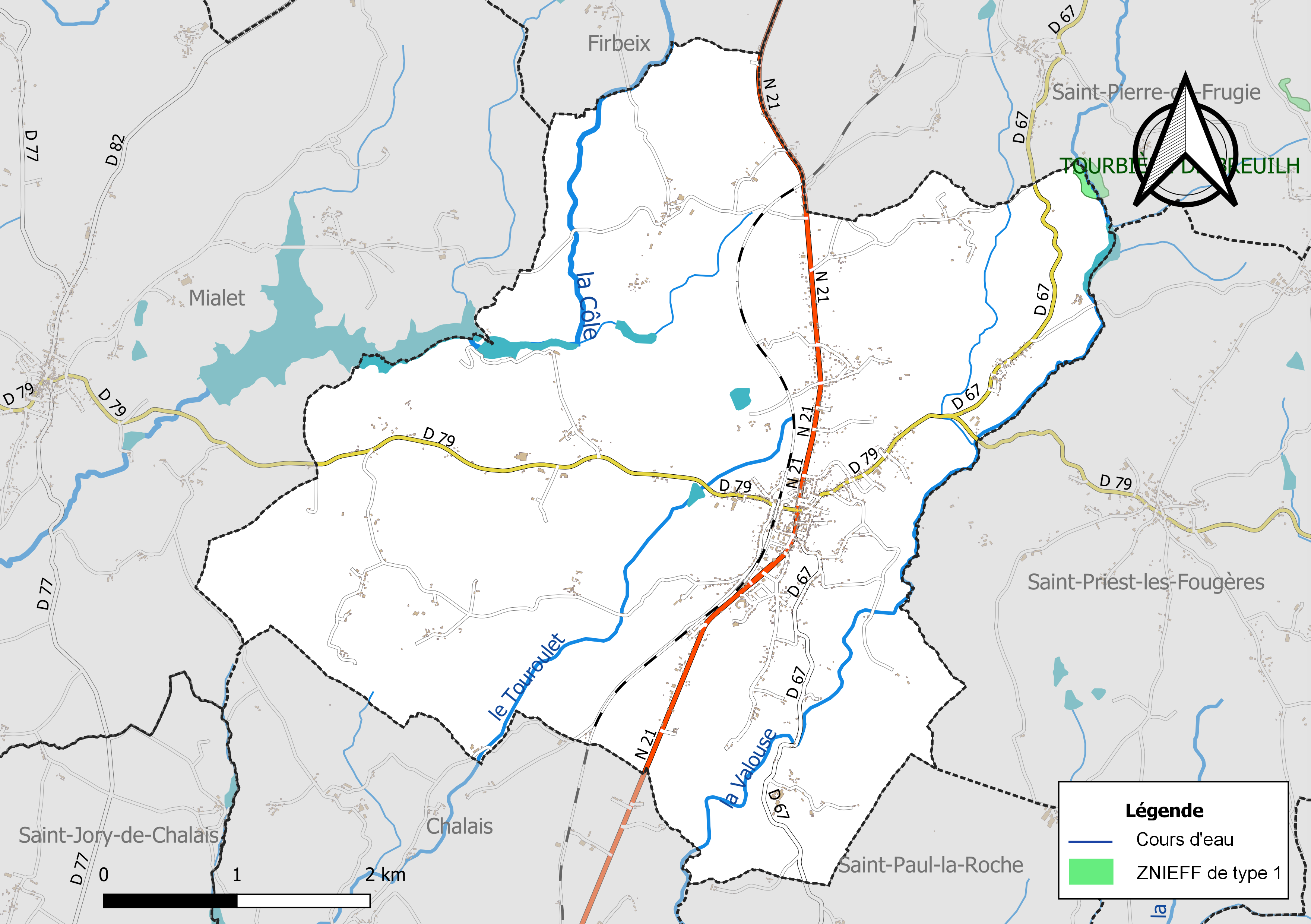
Schutzgebiete des Typus 1 in La Coquille

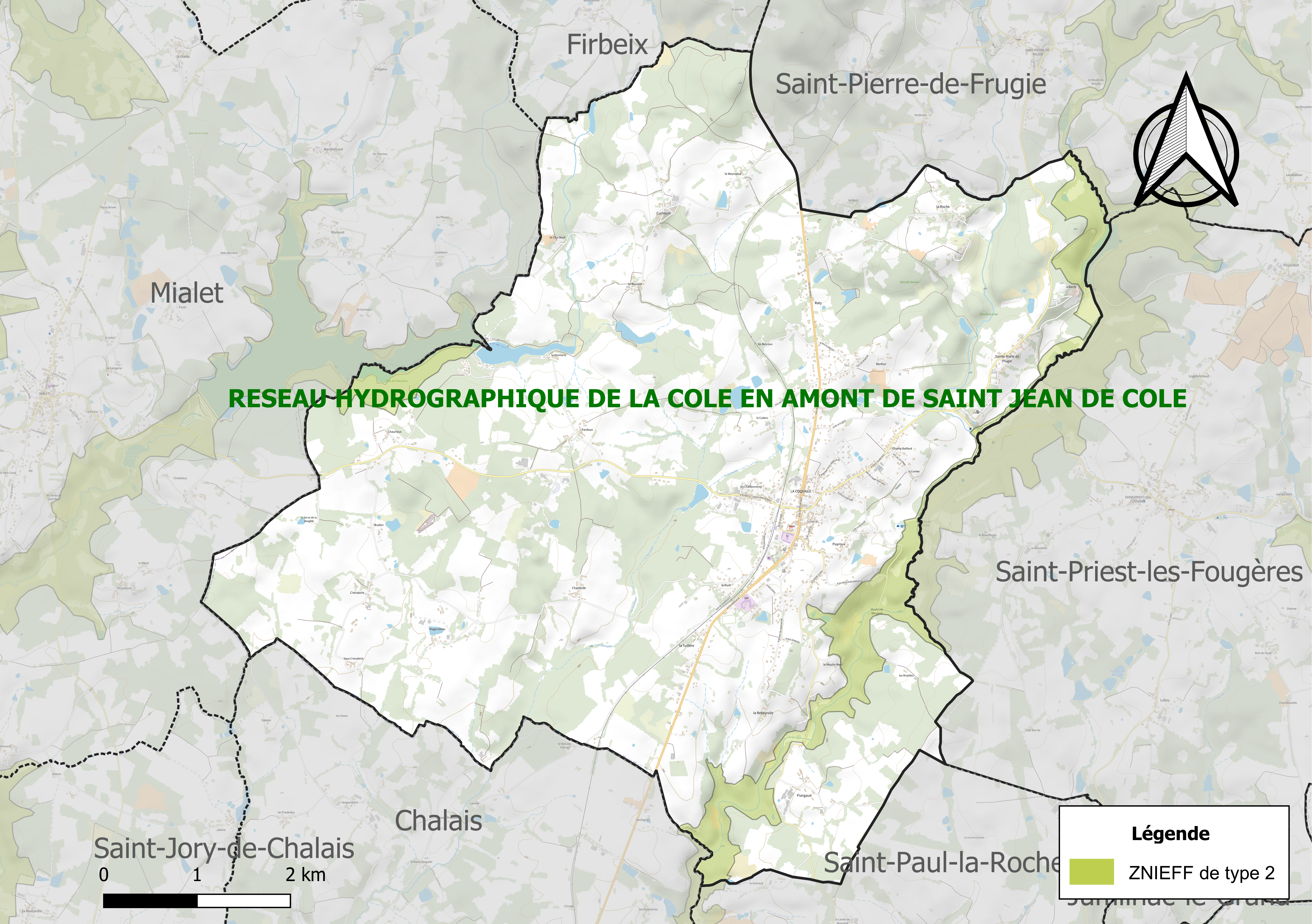
Schutzgebiete des Typus 2 in La Coquille

### Naturpark
Die Gemeinde La Coquille bildet seit 1998 einen integralen Bestandteil des Regionalen Naturparks Périgord-Limousin. Das Verwaltungszentrum des Naturparks befindet sich in La Barde.

### Schutzgebiete

#### Schutzgebiete des Typus 1
Die Gemeinde beherbergt ferner eine kleine Schutzzone erster Ordnung (Französisch ZNIEFF = zone naturel d'interêt faunistique et floristique). Geschützt wird unter dem Titel tourbe du Breuilh (Moor von Breuilh) ein kleines Sumpfgebiet der Valouse an der Nordostecke des Gemeindegebietes. 

#### Schutzgebiete des Typus 2
Unter dem Titel Reseau hydrographique de la Côle en amont de Saint-Jean-de-Côle (Hydrographisches Netz der Côle oberhalb von Saint-Jean-de-Côle) bilden die Flussniederungen der Côle an der Westgrenze sowie das gesamte Valouse-Tal Schutzgebiete des Typus 2.

## Geschichte
Die Gemeinde La Coquille trug bis 1856 noch die Bezeichnung Sainte-Marie-de-Frugie und der Dorfkern war früher der jetzige Weiler Saint-Marie-la-Barde. Das Dorf wurde im 19. Jahrhundert ins heutige La Coquille verschoben, wo mit dem Bau der Nationalstraße, der Post und der Eisenbahn Modernität Einzug hielt. Erwähnenswert ist, dass die alte Kirche in Saint-Marie abgerissen wurde, womöglich um die Bewohner zum Wegzug zu bewegen.

## Bevölkerungsentwicklung
| Jahr | Einwohner |  |
| 1962 | 1531      |  |
| 1968 | 1556      |  |
| 1975 | 1692      |  |
| 1982 | 1575      |  |
| 1990 | 1515      |  |
| 1999 | 1489      |  |
| 2004 | 1407      |  |
| 2006 | 1404      |  |
| 2009 | 1364      |  |
| 2014 | 1343      |  |
| 2016 | 1348      |  |
| 2019 | 1276      |  |

Quelle: INSEE
Die Bevölkerungszahlen in La Coquille waren bis 1975 am Ansteigen, sie sind aber seitdem rückläufig.

## Verwaltung
Bürgermeister in La Coquille ist seit März 2014 die zur PS gehörende Rentnerin Michèle Faure. Sie wurde im Mai 2020 wiedergewählt.

## Präsidentschaftswahlen 2022
| Kandidaten                       | Kandidaten            | Parteien                      | Parteien            | 1. Wahlgang | 1. Wahlgang | 2. Wahlgang | 2. Wahlgang |
| Kandidaten                       | Kandidaten            | Parteien                      | Parteien            | Stimmen     | %           | Stimmen     | %           |
| -------------------------------- | --------------------- | ----------------------------- | ------------------- | ----------- | ----------- | ----------- | ----------- |
|                                  | Emmanuel Macron       | En marche !                   | EM                  | 153         | 21,46 %     | 330         | 51,48 %     |
|                                  | Marine Le Pen         | Front national                | FN                  | 178         | 24,97 %     | 311         | 48,52 %     |
|                                  | Jean-Luc Mélenchon    | Front de gauche               | FDG                 | 137         | 19,22 %     |             |             |
|                                  | Éric Zemmour          | Reconquête                    |                     | 51          | 7,15 %      |             |             |
|                                  | Valérie Pécresse      | Les Républicains              | LR                  | 53          | 7,43 %      |             |             |
|                                  | Jean Lassalle         | Résistons !                   | R                   | 50          | 7,01 %      |             |             |
|                                  | Anne Hidalgo          | Parti socialiste              | PS                  | 14          | 1,96 %      |             |             |
|                                  | Fabien Roussel        | Parti communiste français     | PC                  | 32          | 4,49 %      |             |             |
|                                  | Nicolas Dupont-Aignan | Debout la République          | DLR                 | 16          | 2,25 %      |             |             |
|                                  | Yannick Jadot         | Europe Écologie-Les Verts     | EELV                | 12          | 1,68 %      |             |             |
|                                  | Nathalie Arthaud      | Lutte Ouvrière                | LO                  | 8           | 1,12 %      |             |             |
|                                  | Philippe Poutou       | Nouveau Parti anticapitaliste | NPA                 | 9           | 1,26 %      |             |             |
|                                  |                       |                               |                     |             |             |             |             |
| Gesamt                           | Gesamt                | Gesamt                        | Gesamt              | 713         | 100 %       | 641         | 100 %       |
|                                  |                       |                               |                     |             |             |             |             |
| Gültige Stimmen                  | Gültige Stimmen       | Gültige Stimmen               | Gültige Stimmen     | 713         | 97,81 %     | 641         | 88,05 %     |
| Ungültige Stimmen                | Ungültige Stimmen     | Ungültige Stimmen             | Ungültige Stimmen   | 16          | 2,19 %      | 87          | 11,95 %     |
| Wahlbeteiligung                  | Wahlbeteiligung       | Wahlbeteiligung               | Wahlbeteiligung     | 729         | 78,81 %     | 728         | 78,79 %     |
| Enthaltungen                     | Enthaltungen          | Enthaltungen                  | Enthaltungen        | 196         | 21,19 %     | 196         | 21,21 %     |
| Registrierte Wähler              | Registrierte Wähler   | Registrierte Wähler           | Registrierte Wähler | 925         |             | 924         |             |
|                                  |                       |                               |                     |             |             |             |             |
| Quelle: Ministère de l'Intérieur |                       |                               |                     |             |             |             |             |

Die Präsidentschaftswahlen 2022 in La Coquille konnte Emmanuel Macron für sich entscheiden.

## Wirtschaft

### Beschäftigung
Im Jahr 2015 betrug die erwerbsfähige Bevölkerung zwischen 15 und 64 Jahren 459 Personen bzw. 34,2 % der Gesamtbevölkerung. Im Vergleich zu 2010 hat sich die Zahl der Arbeitslosen von 49 auf 87 stark erhöht, die Arbeitslosenquote liegt somit jetzt bei 19,0 %.

### Unternehmen
Am 31. Dezember 2015 waren 145 Unternehmen in La Coquille ansässig, davon 81 im Sektor Handel, Transport oder Dienstleistungen, 32 im Sektor Verwaltung, Bildung, Gesundheit oder Soziales, 12 in Landwirtschaft, Forsten und Fischerei, 11 im Baugewerbe und 9 in der Industrie.

## Sehenswürdigkeiten
- Schloss Château de la Meynardie aus dem 16. Jahrhundert (nicht zu besichtigen)[5]
- Der Weiler (Saint-Marie-) La Barde mit seinem Zen-buddhistischen Kloster Kanshoji
- Der Étang de la Barde mit seiner ehemaligen Schmiede, welche zum Zentrum des Regionalen Naturparks Périgord-Limousin umgewandelt wurde.
- Kirche Saint-Joseph aus dem Jahr 1873

## Photogalerie

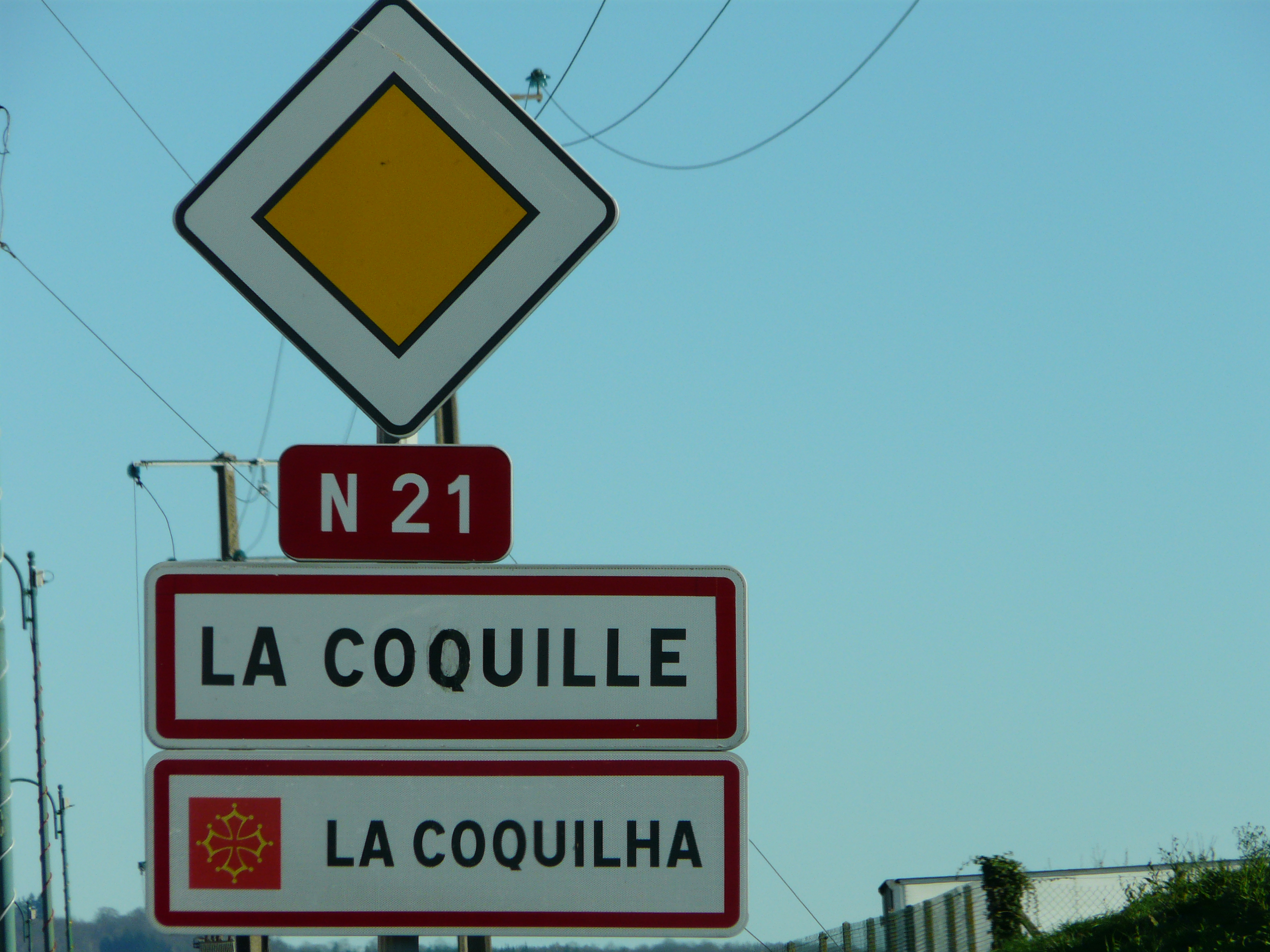
Zweisprachiges Ortsschild an der N 21
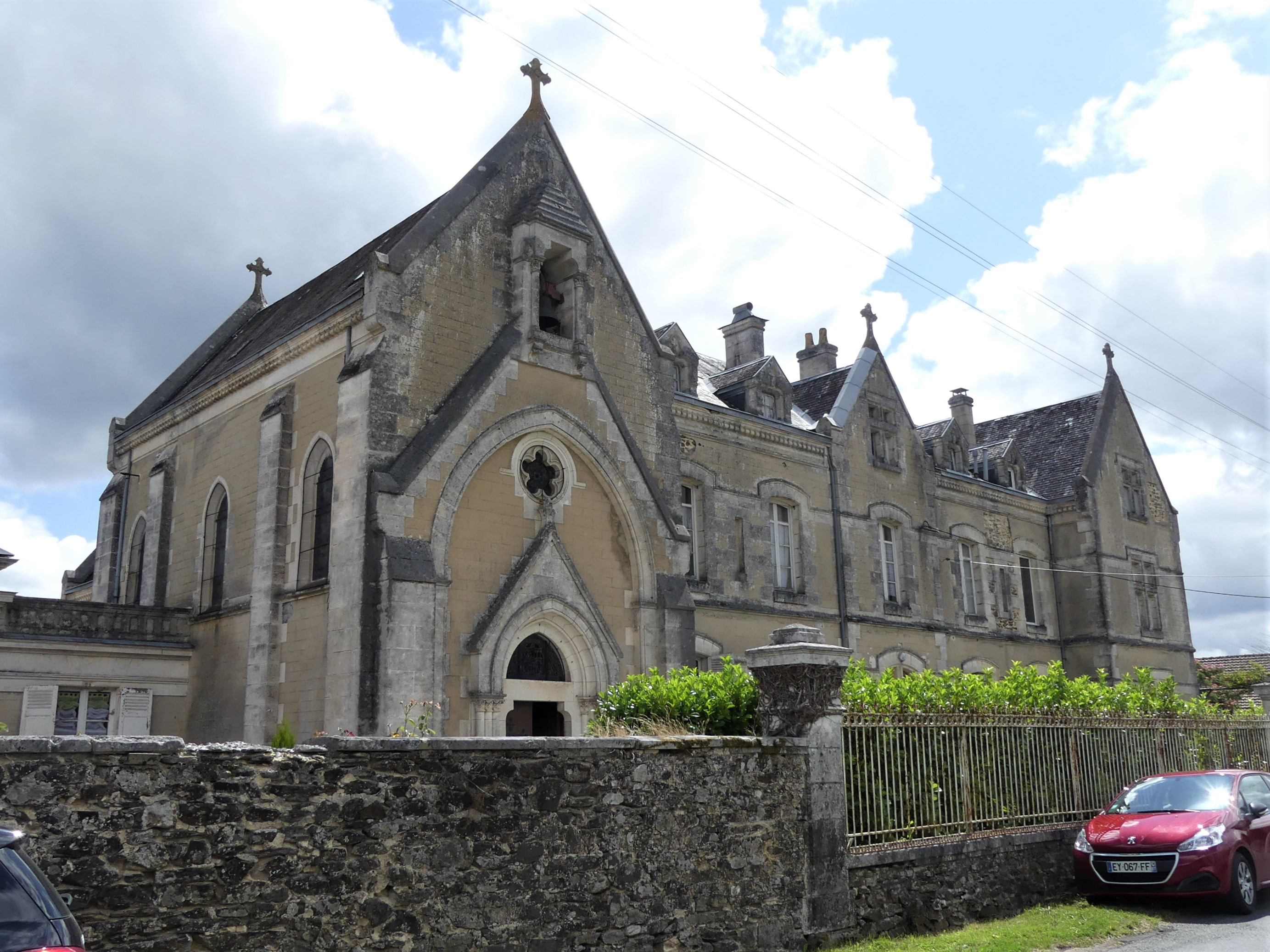
Die Kapelle von Sainte-Marie-de-Frugie
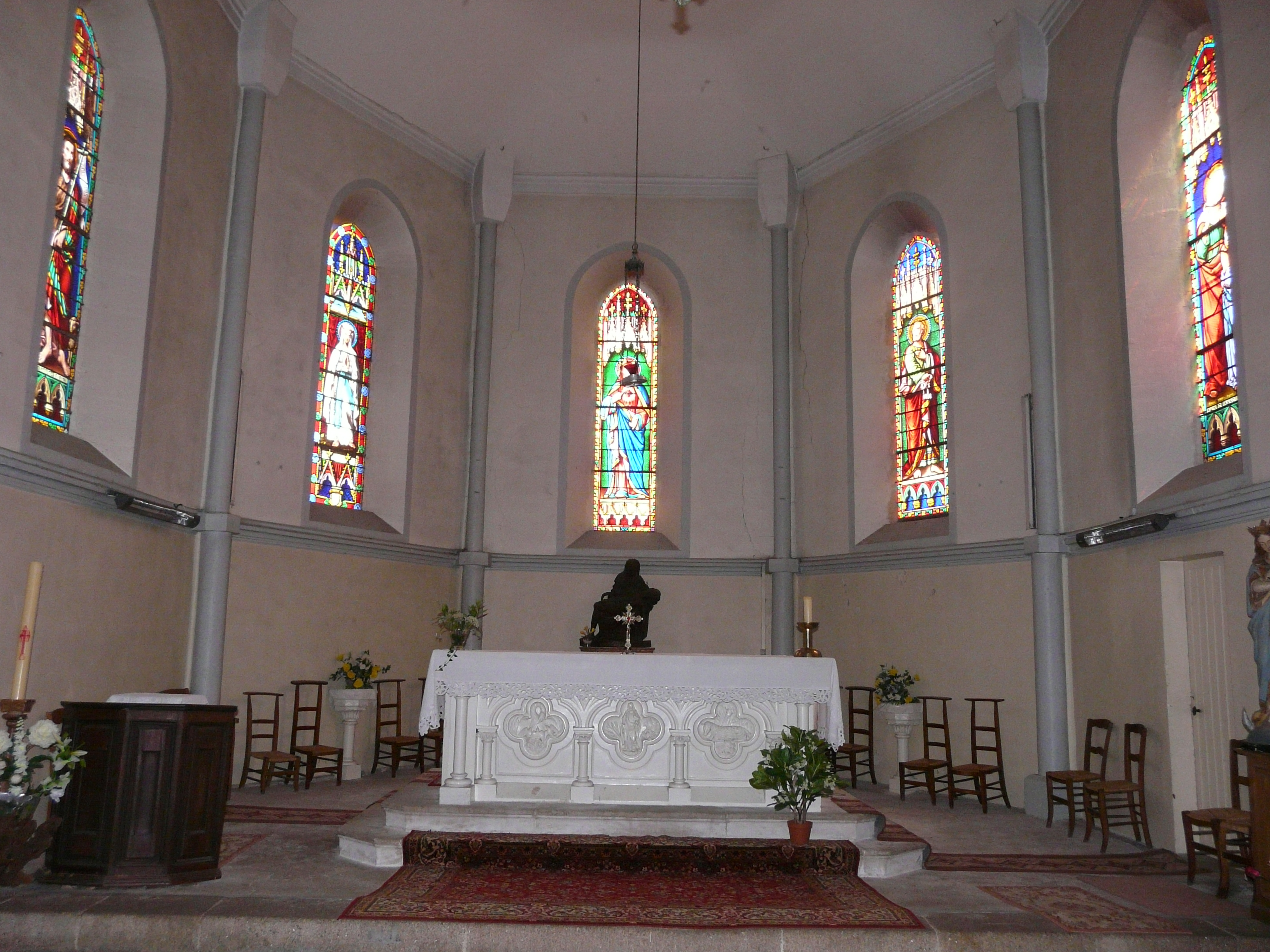
Altarraum der Ortskirche Saint-Joseph
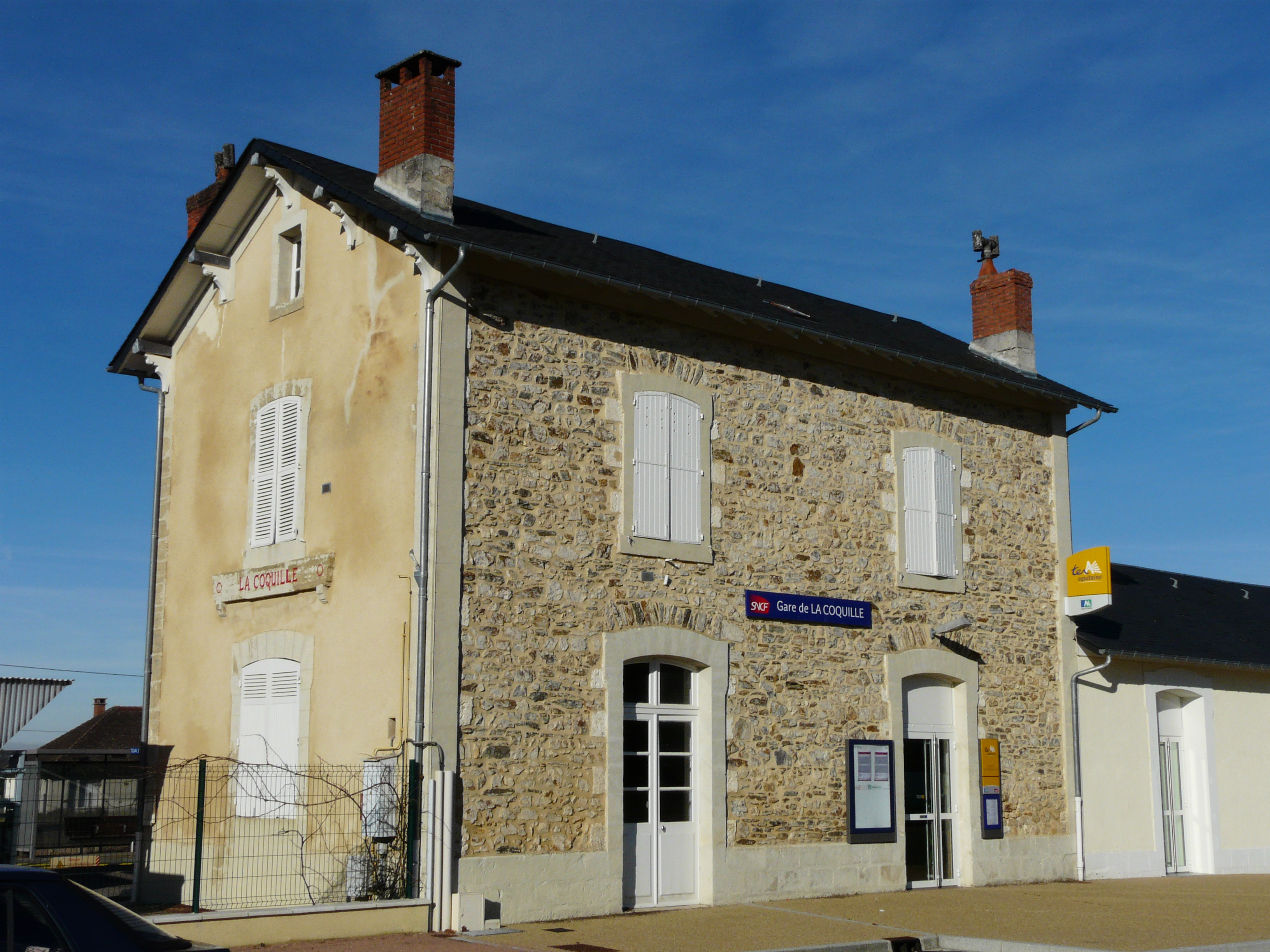
Bahnhof von La Coquille
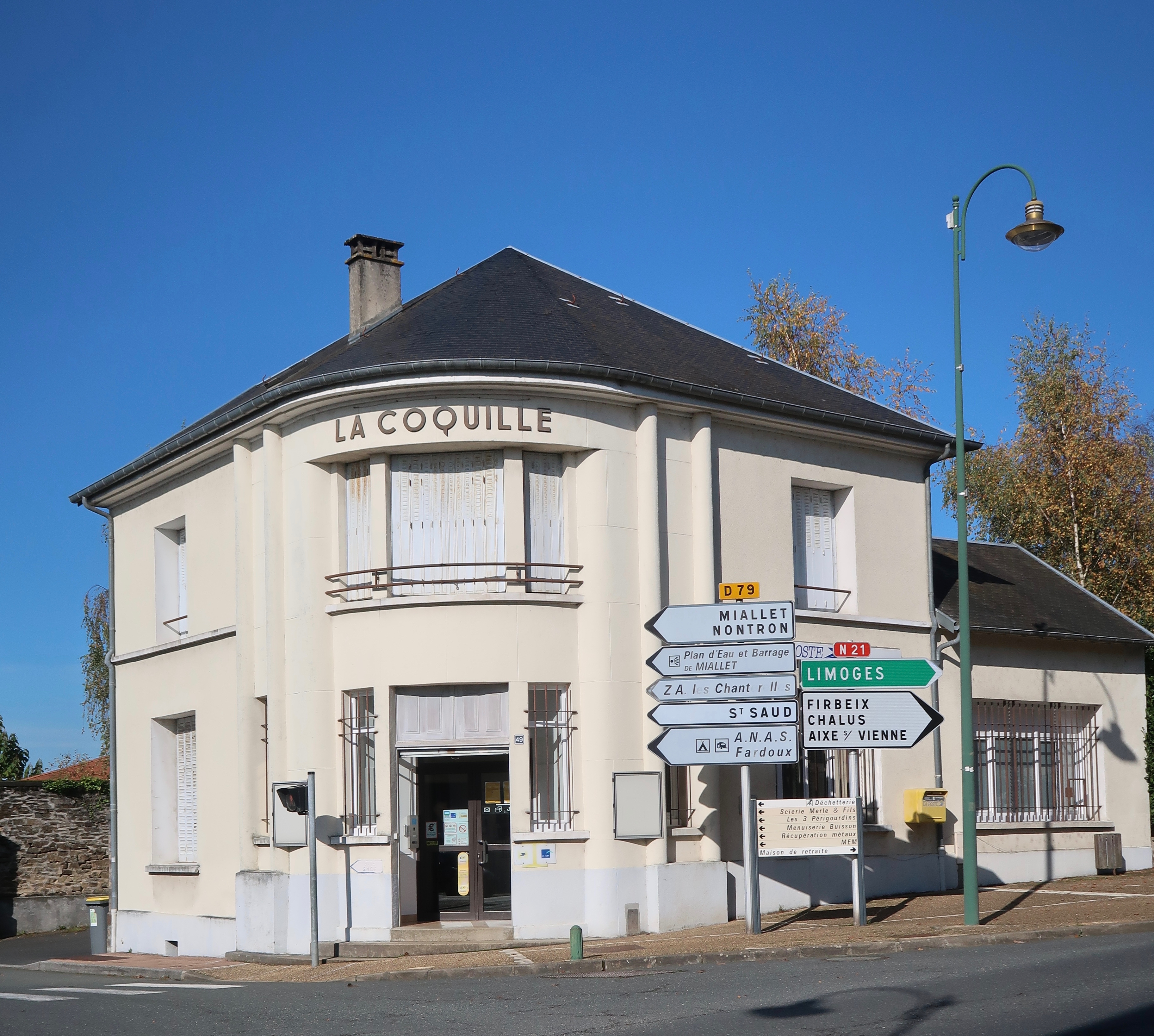
Postamt in La Coquille
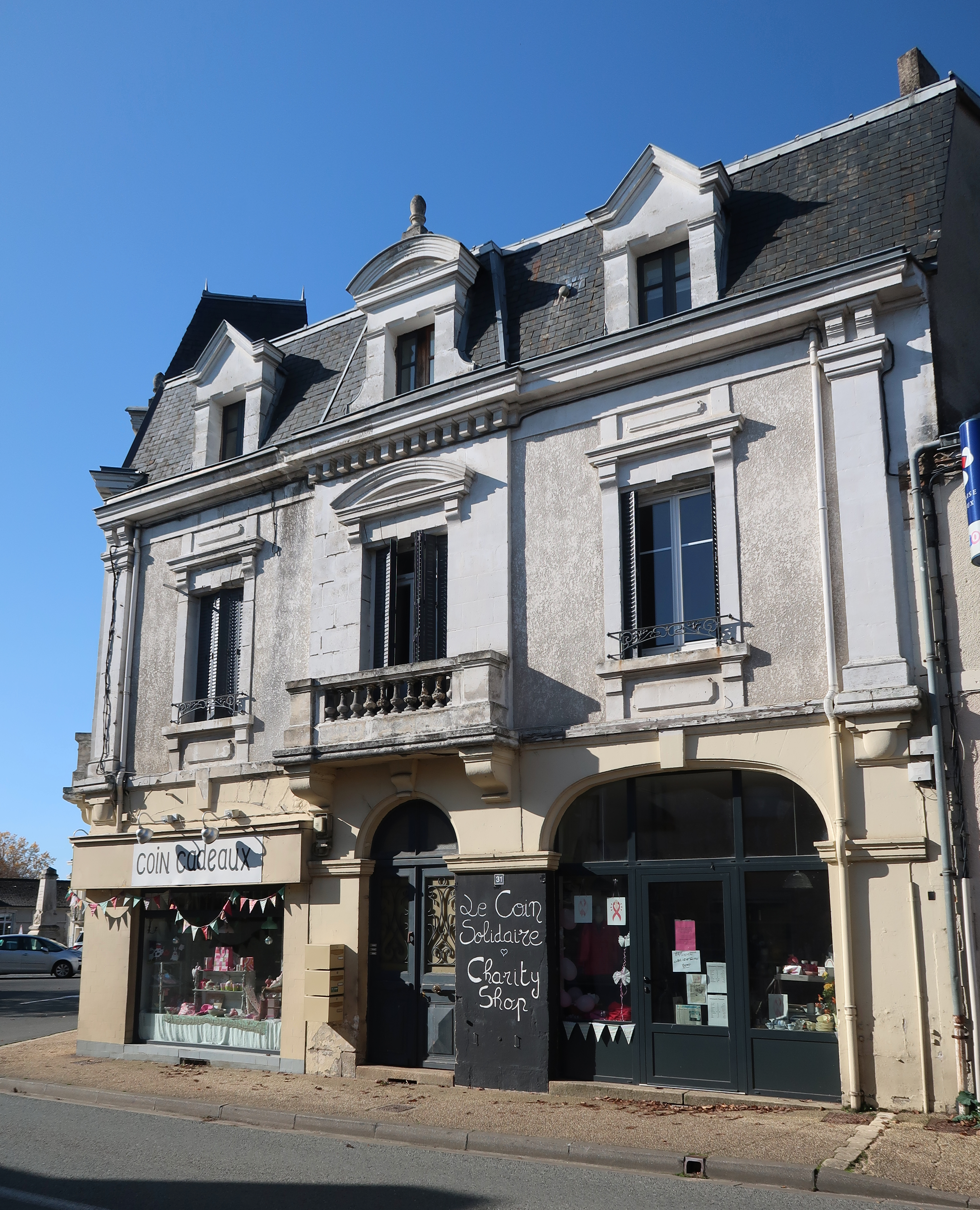
Geschäfte in La Coquille
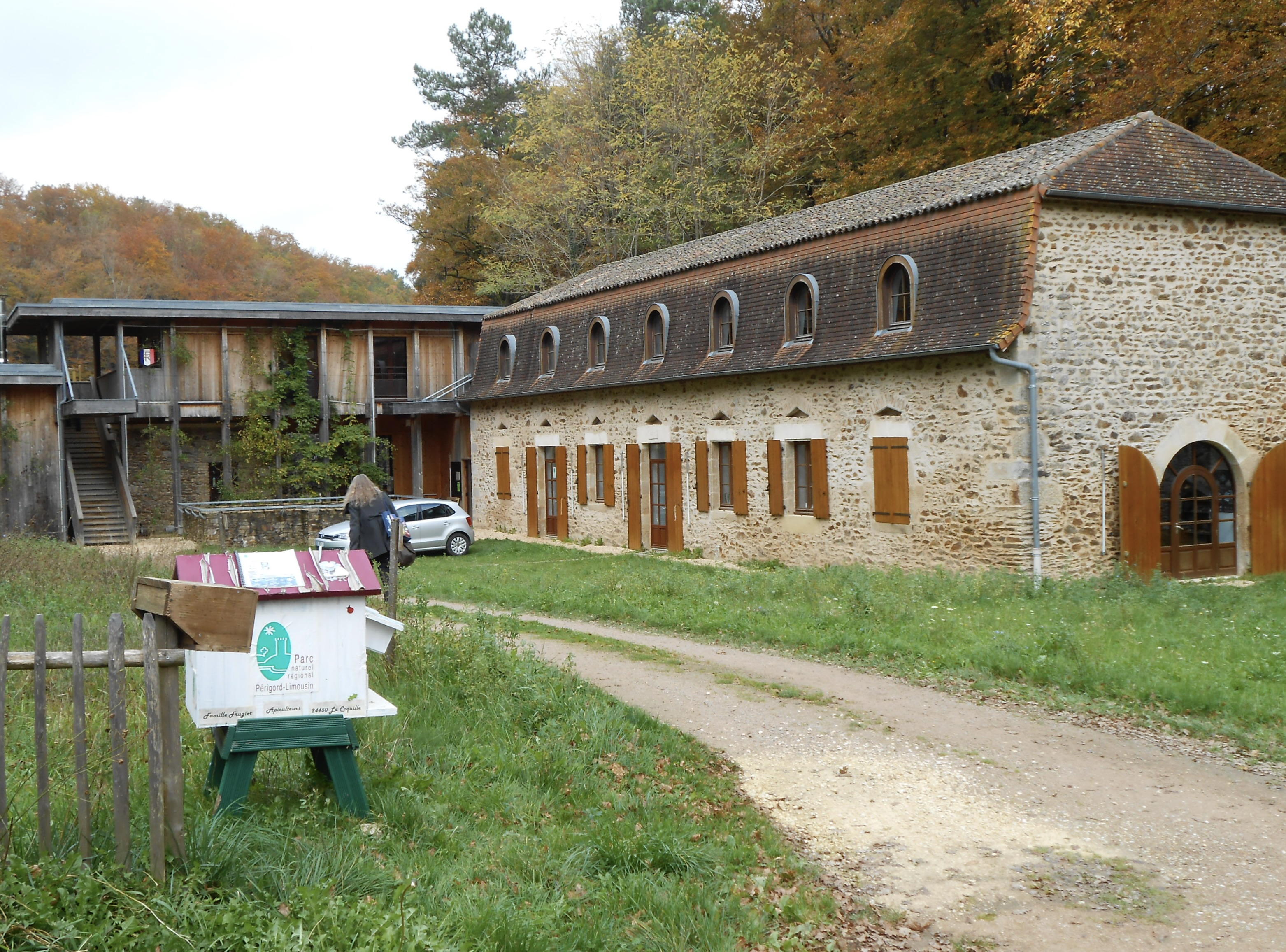
Verwaltungszentrum des Regionalen Naturparks Périgord-Limousin in La Barde
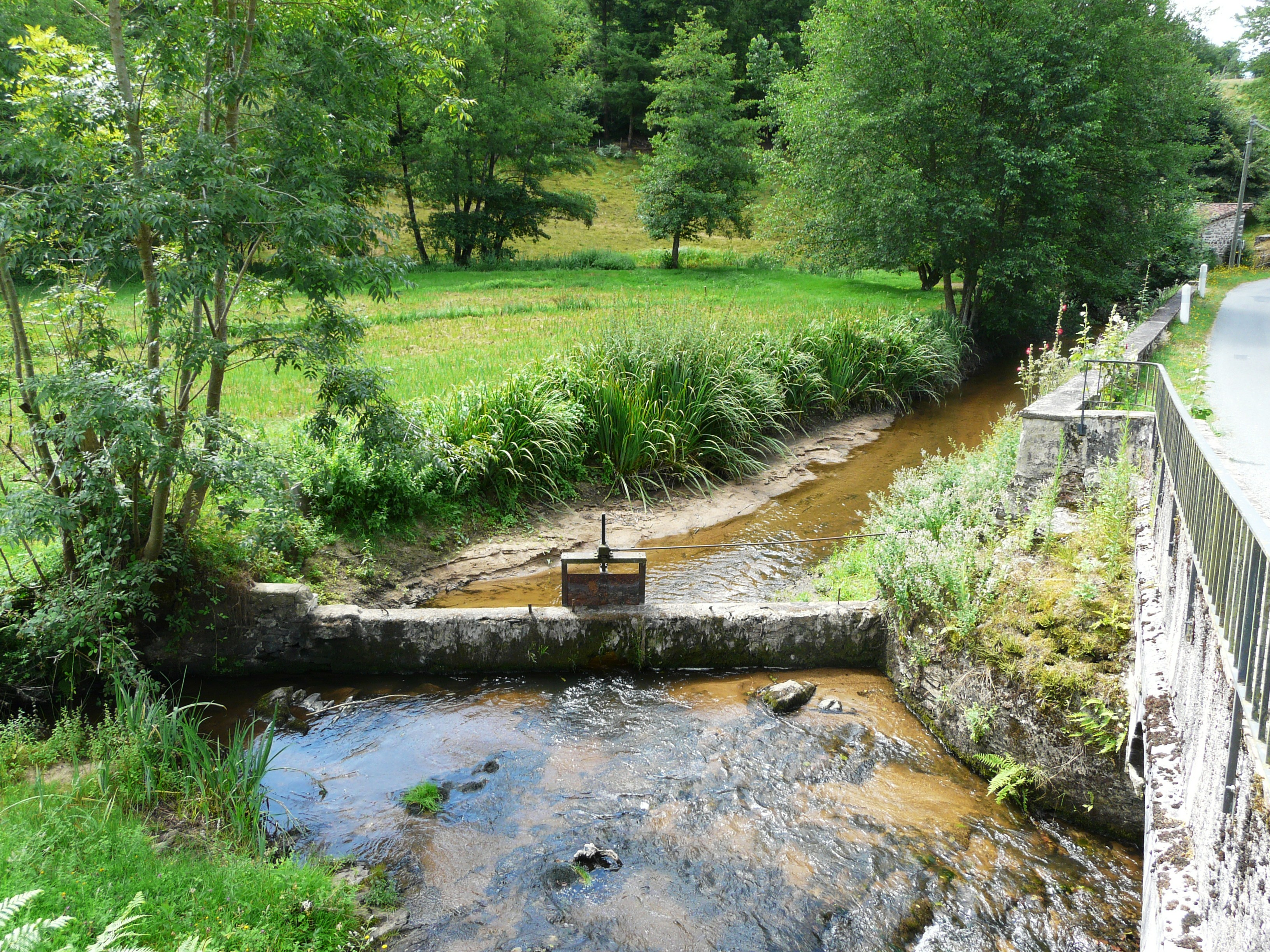
Die Valouse oberhalb von Piangaud
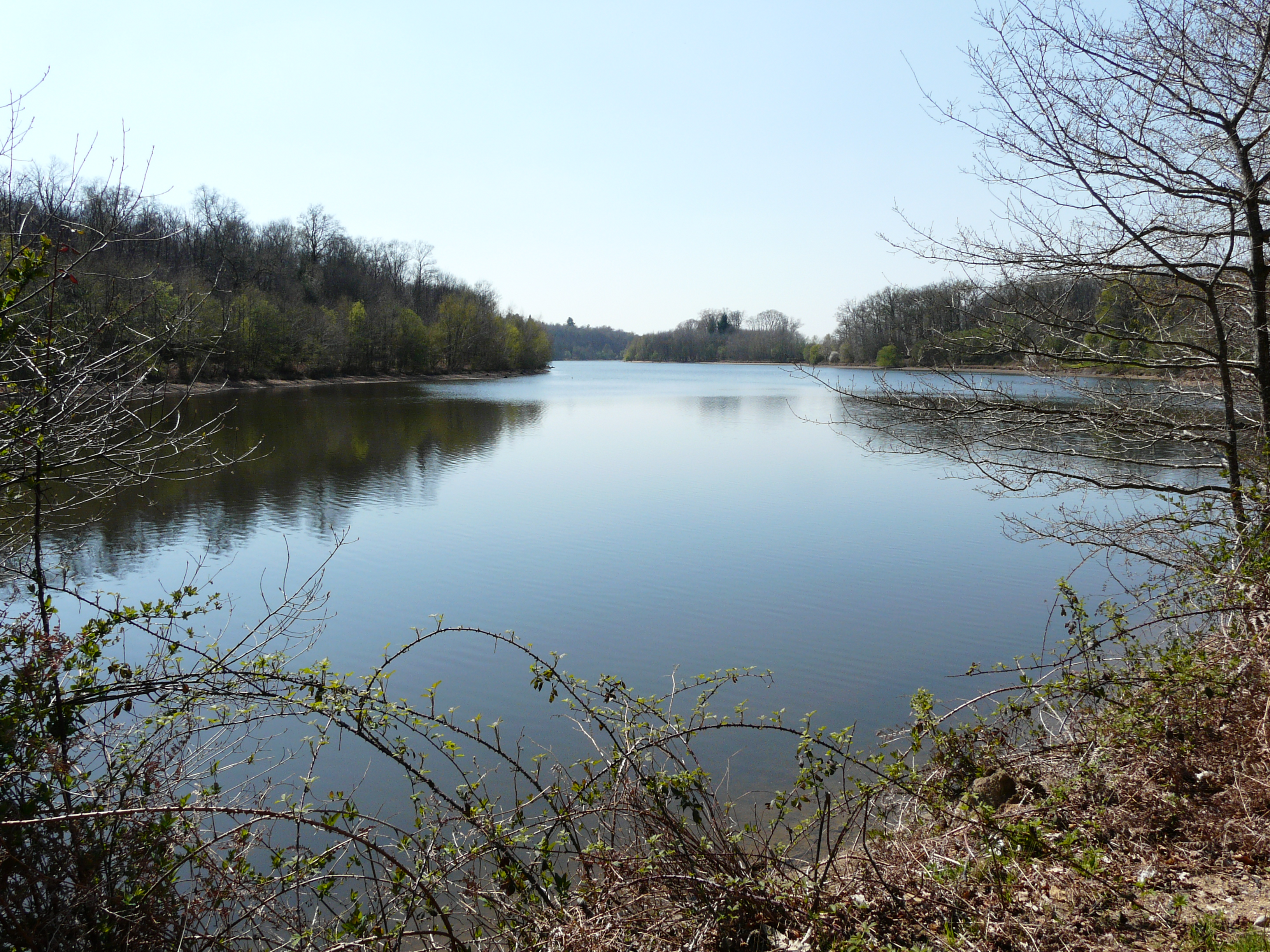
Ostende des Stausees von Mialet